# ARCA
Arca este o revistă de literatură, eseu, arte vizuale, muzică fondată în februarie 1990 la Arad (redactor-șef fondator, Vasile Dan) (I.S.S.N. 1221-5104). Apare sub egida Uniunii Scriitorilor din România, editor Consiliul Județean Arad prin Centrul Cultural Județean Arad. De la apariția sa, Arca s-a impus în peisajul literar al țării ca o instituție de referință a culturii scrise de astăzi. Formula ei publicistică autentică și originală, actuală în idei, a atras colaboratori, scriitori de valoare, atât din partea de vest a României, cât și din întreaga țară; nu o dată din străinătate.
Astăzi Arca apare în numere triple (trimestrial), format A5, conținând în fiecare ediție un album de artă în policromie semnat de un artist român contemporan. Astfel revista Arca este un adevărat obiect estetic în sine, o carte. Ediția tipărită este dublată de ediția online (www.uniuneascriitorilorarad/revistaarca.ro) (Arca online  = ISSN 1584-4250).
Revista Arca este membră a Asociației Revistelor, Imprimeriilor și Editurilor Literare (A.R.I.E.L. - președinte, Nicolae Manolescu), asociație cu statut juridic, recunoscută de către Ministerul Culturii, care i-a și acordat titlul de „Revista anului 2016”. Arca este inclusă în proiectul european "Review within Review" coordonat de către revista slovenă Apokalipsa.

## Redacția:
- Vasile Dan (redactor-șef fondator),
- Romulus Bucur (redactor-șef adjunct),
- Ioan Matiuț (redactor),
- Carmen Neamțu (redactor),
- Andrei Mocuța (redactor),
- Onisim Colta (prezentare artistică),
- Călin Chendea (redactor la rubrica Pro musica, desktop publishing, design, web development și administrare site),
- Horia Ungureanu (corectură).

Redactori asociați: Lajos Nótáros, Gheorghe Schwartz, Ciprian Vălcan.